# Berlin (гурт)
Berlin — гурт американської нової хвилі. Утверений в Оранж-Каунті у 1978 році бас-гітаристом Джоном Крауфордом. Гурт став відомим на початку 80-х років, але найбільшу популярність здобув завдяки синглу «Take My Breath Away», що став саунд-треком до фільму Top Gun з Томом Крузом у головній ролі.

## Історія

### Ранні роки
Попри назву гурт не мав жодного відношення до столиці Німеччини. Назва була обрана аби виглядати більш європейськими та екзотичними. Перший сингл — «A Matter of Time» був записаний у 1979 році. Але вже у 1980 довелося записувати нову версію синглу, адже солістка гурту Террі Нунн тимчасово залишила гурт для продовження своєї кіно-кар'єри. В цьому ж році Berlin записують свій перший альбом під назвою «Information».

### Перші успіхи
У тому ж 1980 році Террі Нунн повертається у гурт і це повернення збігається з початком співпраці музикантів з незалежним лейблом Enigma. Одразу ж виходить у світ подвійний сингл Tell Me Why"/" The Metro ". Попри не високі очікування платівка приносить «Berlin» успіх.
1980-ті роки стали найбільш плідними для гурту. Вже у 1982 виходить друга платівка — «Pleasure Victim», а у 1984 — третя під назвою «Love Life». У 1983 році гурт бере участь у фестивалі US Festival на одній сцені з U2, Scorpions і Девідом Бові.
Найбільшого успіху «Berlin» досягають коли на широкі екрани виходить кінофільм Top Gun у 1986 році. Сингл «Take My Breath Away» робить гурт відомим у всьому світі. Ця пісня входить до четвертого альбому музичного гурту під назвою «Count Three & Pray». Однак відсутність успіху у нового альбому, а також суперечки, щодо напрямків подальшого розвитку музики призводять до розформування гурту.

### Повернення на сцену
У 1997 році Террі Нанн, яка відсудила собі права на назву гурту, повертає «Berlin» на сцену. У новому складі 3 2002 по 2017 рік гурт записав вже чотири альбоми.

## Дискографія
- Information (1980)
- Pleasure Victim (1982)
- Love Life (1984)
- Count Three & Pray (1986)
- Voyeur (2002)
- 4Play (2005)
- Animal (2013)
- TBA (2017)